# Susannah Melvoin

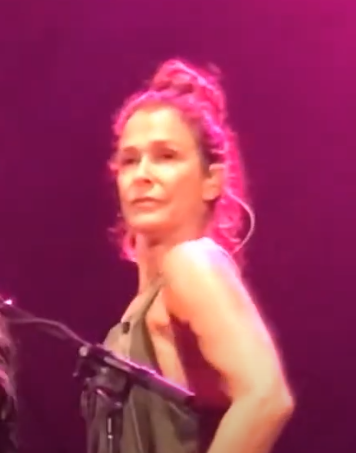
Susannah Melvoin, 2020

Susannah Melvoin (* 26. Januar 1964 in Los Angeles, Kalifornien) ist eine US-amerikanische Sängerin und Songwriterin. Internationale Bekanntheit erlangte sie in den 1980er Jahren durch die Zusammenarbeit mit dem Musiker Prince, mit dem sie auch verlobt war. Seit 2011 ist sie Leadsängerin der Band fDeluxe, die ursprünglich 1984 unter dem Namen The Family von Prince gegründet worden war.

## Leben
Susannah Melvoin und ihre Zwillingsschwester Wendy Melvoin wurden am 26. Januar 1964 in Los Angeles geboren. Ihr älterer Bruder Jonathan Melvoin (* 1961; † 1996) war unter anderem Keyboarder in der Band The Smashing Pumpkins. Ihr Vater Mike Melvoin war Jazz-Pianist, ihre Mutter Constance Lula Ives (* 31. Dezember 1936; † 7. Mai 2020) war nicht im Musikgeschäft tätig.
Melvoin war von August 1985 bis Ende April 1986 mit Prince verlobt und wohnte mit ihm in dieser Zeit in Chanhassen in Minnesota. Elf Jahre später heiratete sie am 16. August 1997 den Musiker Doyle Bramhall II. Das Paar hat zwei Töchter und trennte sich im Jahr 2007.

## Karriere
1984 war Melvoin Leadsängerin von der von Prince gegründeten Band The Family, die sich aber 1984 bereits wieder auflöste. Trotzdem wurde von The Family im August 1985 ein gleichnamiges Album veröffentlicht, das unter anderem die Originalversion von Nothing Compares 2 U enthält. Nach der Trennung von The Family wirkte Melvoin in den 1980er Jahren als Begleitsängerin auf einigen Prince-Alben mit. Danach arbeitete sie beispielsweise mit Musikern wie B. B. King, Eric Clapton, Donna Summer, Nerina Pallot und Roger Waters zusammen.
2011 wurde die Band The Family neu gegründet, heißt aber nun fDeluxe, bei der neben Melvoin drei der ursprünglich fünf Mitglieder mitwirken.

## Diskografie
- 1985: The Family
- 2011: Gaslight (als fDeluxe)
- 2012: Relit (als fDeluxe)
- 2013: Live & Tight (As a Funk Fiends Fix) (als fDeluxe)
- 2014: AM Static (als fDeluxe)

## Gastsängerin auf Prince-Alben
- 1985: Around the World in a Day
- 1985: His Majesty’s Pop Life/The Purple Mix Club
- 1986: Parade
- 1987: Camille
- 1987:  Sign "☮" the Times
- 1994: Black Album
- 1996: Girl 6
- 1998: Crystal Ball
- 2001: The Very Best of Prince
- 2006: Ultimate
- 2016: 4Ever
- 2018: Anthology: 1995–2010
- 2019: Originals
- 2020: Sign o’ the Times Super Deluxe